# Cilicië
Cilicië of Kilikië (Oudgrieks: Κιλικία / Kilikía; Latijn: Cilicia) was een landstreek aan de zuidoostkust van Klein-Azië. De stad Salamis op Cyprus behoorde er ook toe. Het was strategisch belangrijk omdat het via een bergpas, de Cilicische Poort, een doorgang bood tot Syrië.
Cilicië werd rond 446 v.Chr. veroverd door Cyrus II de Grote van de Achaemeniden. In 333 v.Chr. kwam het in bezit van Alexander de Grote. Na Alexanders dood werd Cilicië een deel van het rijk van de satraap van Frygië, Antigonos I Monophthalmos, maar toen die in 301 v.Chr. werd verslagen werd het land door de Seleuciden en Ptolemaeën in tweeën gedeeld. Uiteindelijk verkregen de Seleuciden de gehele streek.
Toen het Seleucidische rijk in verval raakte kregen de Romeinen Cilicië na een aantal oorlogen in 50 v.Chr. in handen. Cicero was er gouverneur.
Keizer Diocletianus verdeelde in de 3e eeuw het land in tweeën. Het bergachtige westen kreeg de naam Isaurië en de vlaktes bleven Cilicië heten. In de 4e eeuw of de 5e eeuw werd het resterende gedeelte van Cilicië opnieuw verdeeld, in Cilicië I (Tarsus e.o.) en Cilicië II (de vlaktes in het oosten).
Gedurende de kruistochten was het land een Armeens koninkrijk en
in 1375 werd het deel van het Ottomaanse Rijk.
De apostel Paulus werd geboren in Tarsus, de hoofdstad van Cilicië.